# 1546
1546 (MDXLVI) var ett normalår som började en fredag i den julianska kalendern.

## Händelser

### April
- 5 april – Linköping drabbas av en stadsbrand.[1]

### Maj
- 18 maj – Linköping drabbas av ytterligare en stadsbrand.[1]

### December
- 15 december – Ekenäs i Finland får stadsprivilegier.[2]
- 30 december – Henrik VIII:s testamente kompletterar den engelska tronföljdslagen.

## Födda
- 25 mars – Veronica Franco, italiensk poet.
- 14 december – Tycho Brahe, dansk astronom.
- Josina II von der Marck, regerande furstlig abbedissa av Thorn.
- Dorothea av Danmark, hertiginna (1562-92) och regent (1592-96) av Braunschweig-Lüneburg.

## Avlidna
- 6 februari – Sofia av Liegnitz, kurprinsessa av Brandenburg.
- 18 februari – Martin Luther, tysk reformator.
- 1 augusti – Pierre Favre, fransk jesuit och teolog.
- 3 augusti – Antonio da Sangallo d.y., italiensk arkitekt.

### Fotnoter
1. 1 2  ”Värmlands brandhistoriska klubb”. Arkiverad från originalet den 12 oktober 2011. https://www.webcitation.org/62NB7kO36?url=http://www.brandhistoriska.org/olyckor_se.html. Läst 25 mars 2011.
2. ↑  ”Nordisk familjebok 1907 - Ekenäs (läst 3 april 2011)”. https://runeberg.org/nfbg/0062.html.